# Mariahilf-Kapelle (Markt Schwaben)

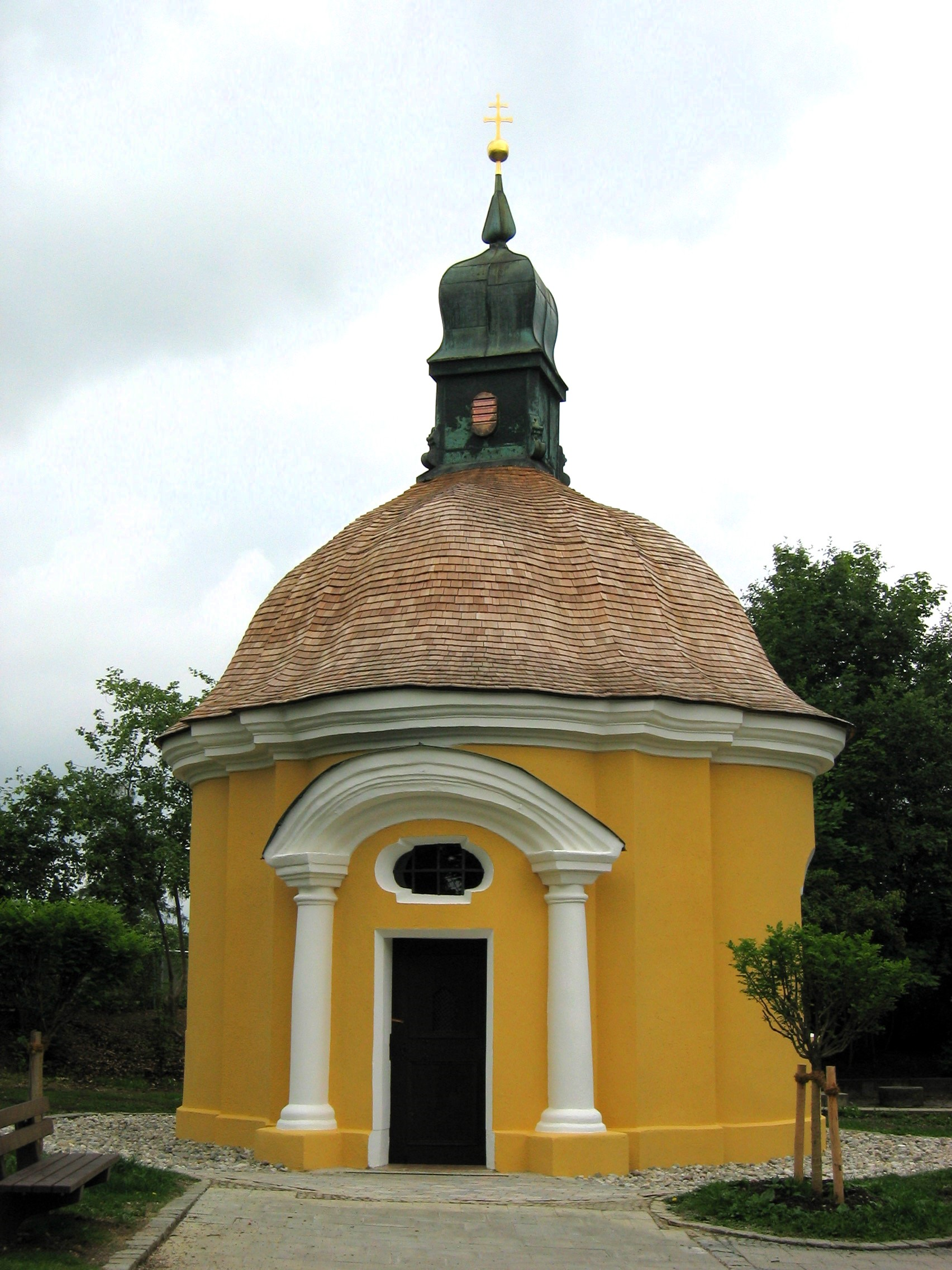
Mariahilf-Kapelle

Die Mariahilf-Kapelle ist ein kleiner Sakralbau im Gerstlacher Weg der oberbayrischen Gemeinde Markt Schwaben (Landkreis Ebersberg). Sie ist unter der Aktennummer D-1-75-127-6  als denkmalgeschütztes Baudenkmal von Markt Schwaben verzeichnet.
Zuvor stand hier an einer Weggabelung eine steinerne Martersäule zur Anrufung in Pest- und Kriegszeiten und für die Bitte um eine sichere Reise. Als während des Dreißigjährigen Krieges die Pest wütete, versprachen die Oberbräubesitzer Grueber für ihren Schutz den Bau einer Kapelle. 1652 entstand die erste Kapelle. Das Gnadenbild Mariahilf im Altarraum (eine Kopie des Originals von Lukas Cranach in Innsbruck), stammt wahrscheinlich aus dieser Zeit. 1721 wurde die nun baufällige Kapelle durch den heutigen Bau durch den Oberbräu Johann Georg Gerstlacher ersetzt.
Der barocke Vierkonchen-Bau mit Glockendach und Dachreiter wurde 1721 fertiggestellt. Es ist der einzige historische Zentralbau im Landkreis Ebersberg. Das Gewölbe ist mit Wessobrunner Stuck verziert. Neben dem Altar stehen geschnitzte Figuren der beiden Pestheiligen Sebastian und Rochus. Man vermutet einen Münchner Baumeister, aber es gibt keine Unterlagen, die den Namen nennen. Die 58 Kilogramm schwere Glocke stammt aus dem Jahr 1721.
Zwei Votivtafeln aus der Kapelle, die nach dem Brand von 1749 gestiftet wurden, werden sicherheitshalber im Pfarrhof aufbewahrt.

Innenansicht
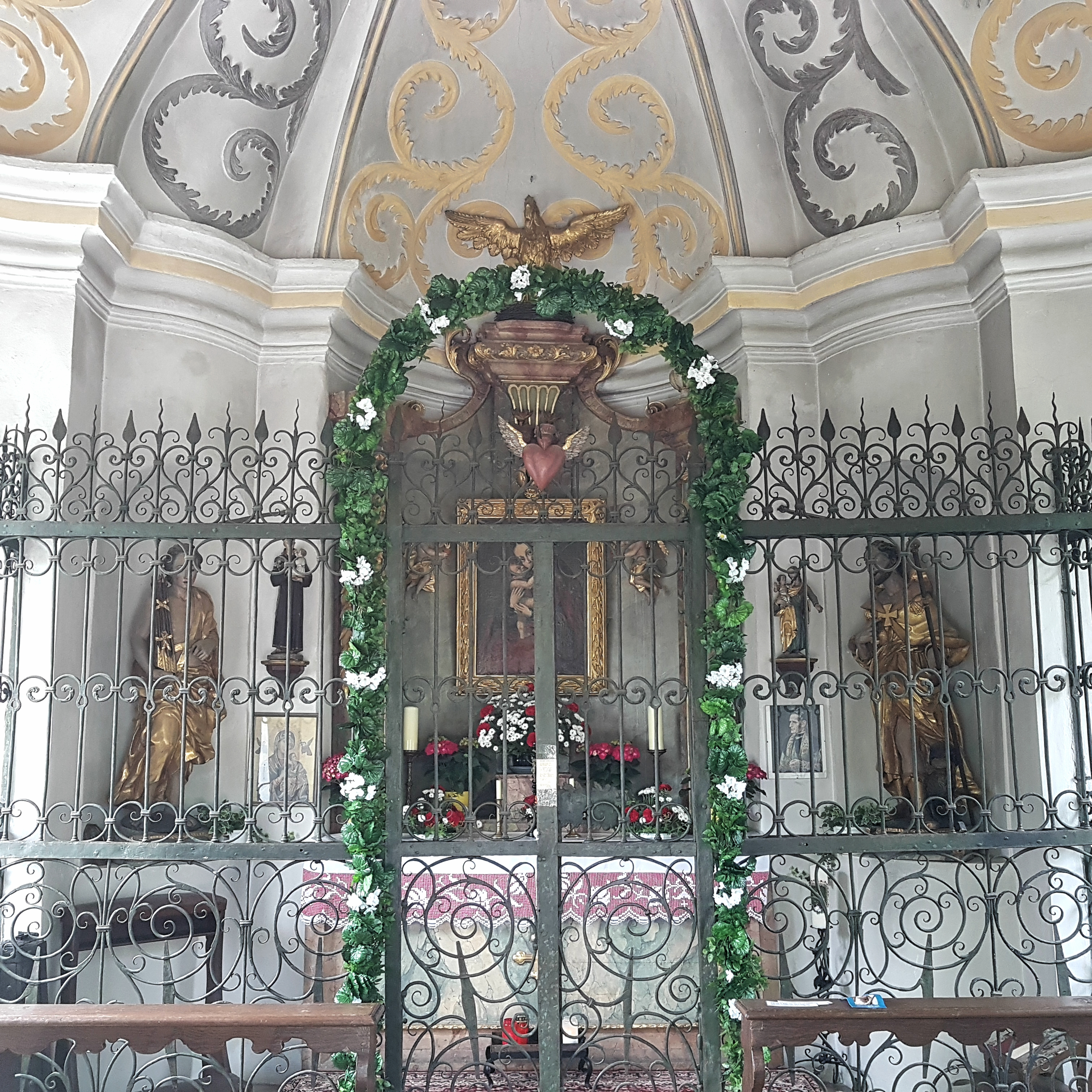
Altar
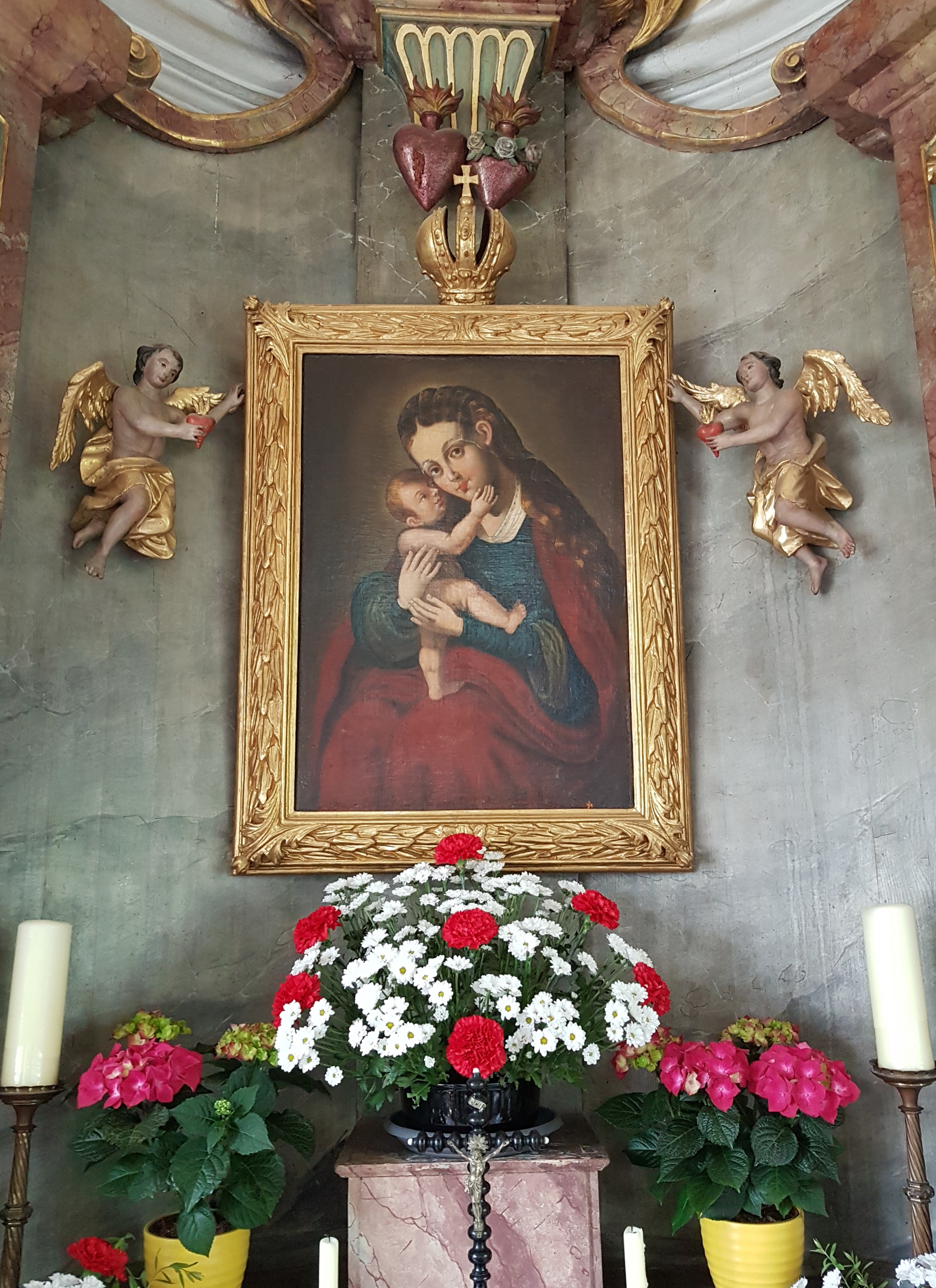
Maria Hilf
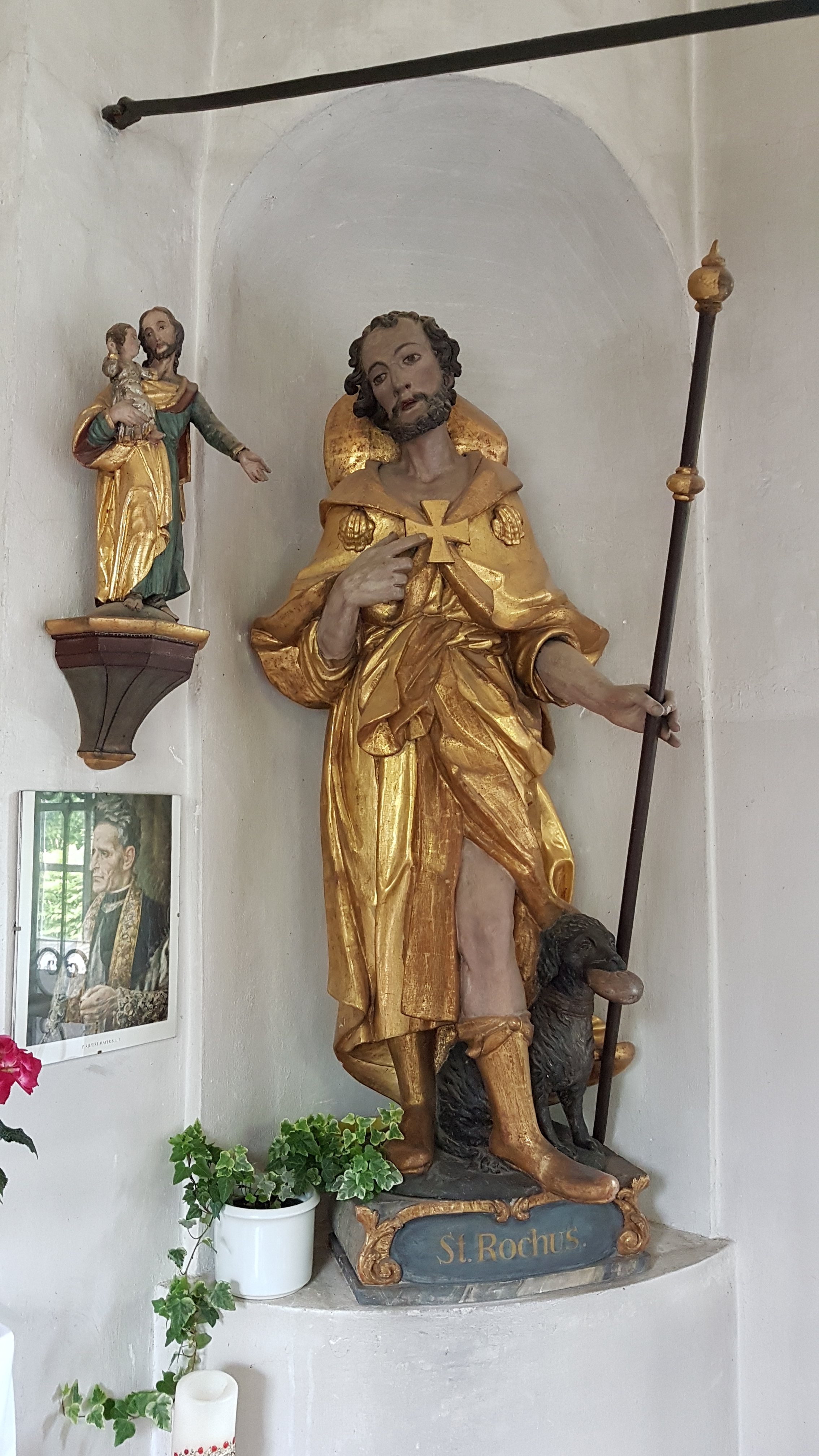
Der hl. Rochus
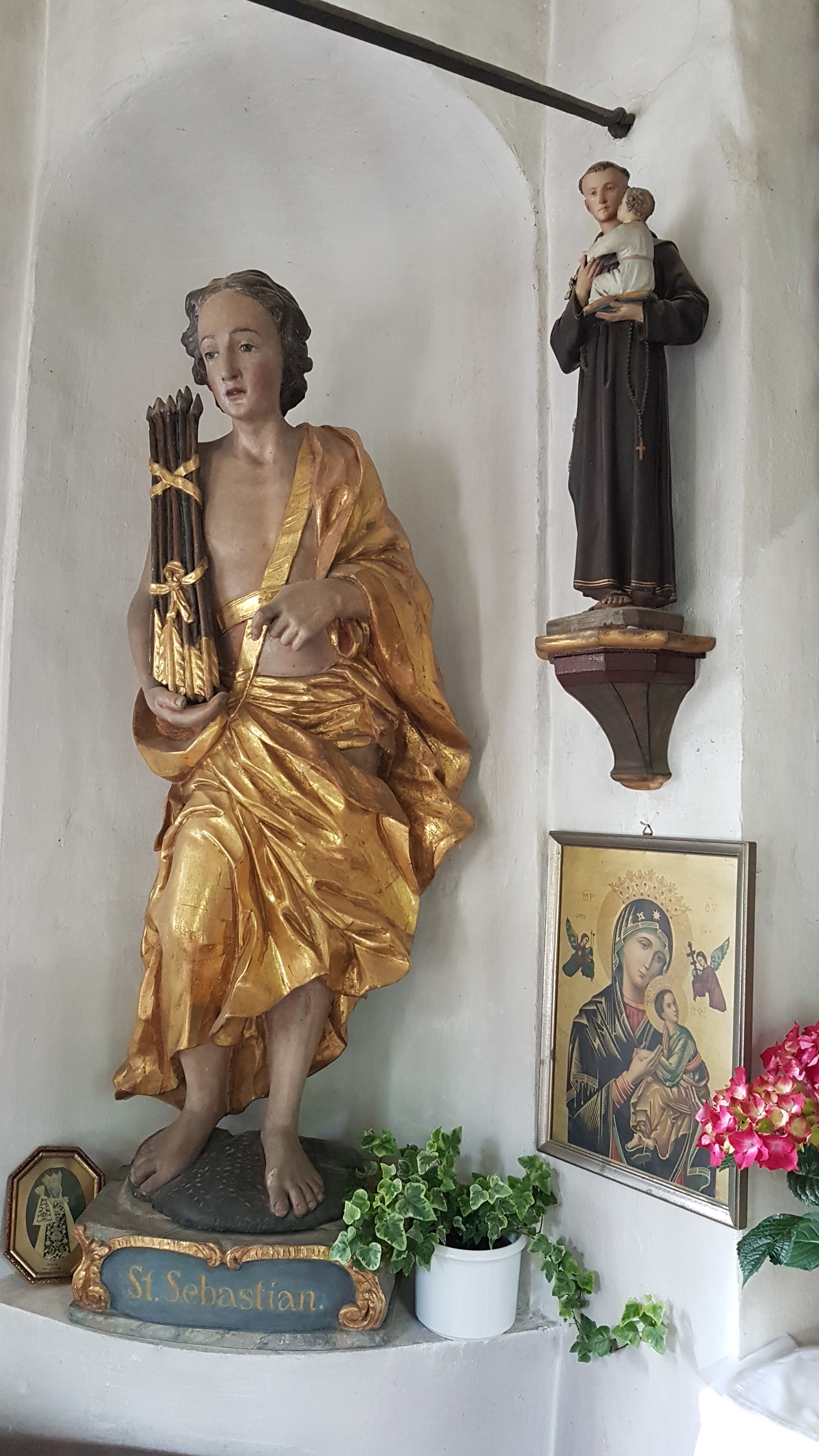
Der hl. Sebastian
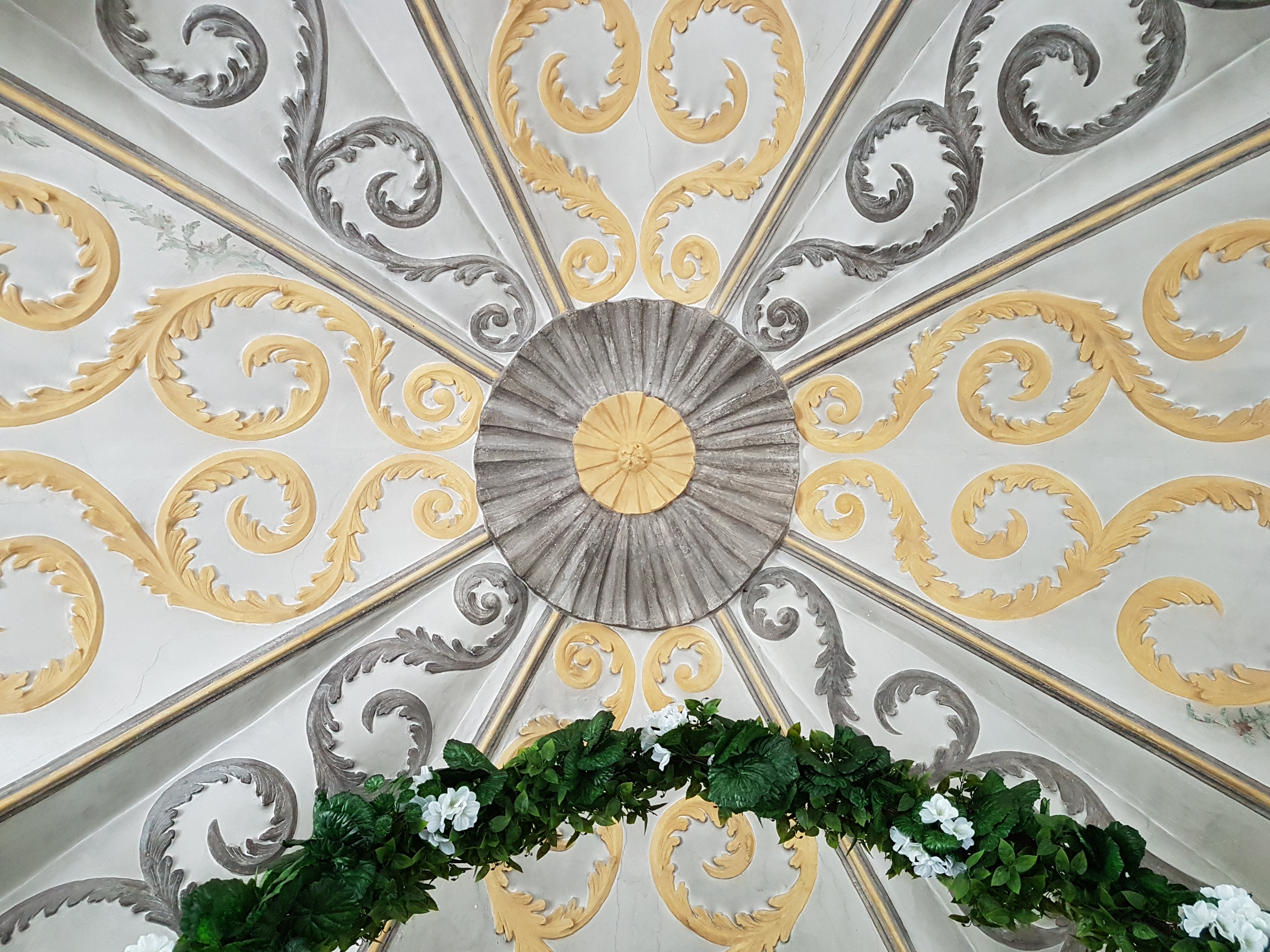
Decke